# Macromitrium hildebrandtii
Macromitrium hildebrandtii är en bladmossart som beskrevs av C. Müller 1876. Macromitrium hildebrandtii ingår i släktet Macromitrium och familjen Orthotrichaceae. Inga underarter finns listade i Catalogue of Life.